# Stelling van Burnside
In de groepentheorie, een deelgebied van de wiskunde, geeft de stelling van Burnside voorwaarden voor de oplosbaarheid van een eindige groep.

## Stelling
Zij {\displaystyle G} een eindige groep. Als de orde van {\displaystyle G} van de vorm {\displaystyle p^{a}q^{b}} is, met {\displaystyle p} en {\displaystyle q} priemgetallen en {\displaystyle a} en {\displaystyle b} niet-negatieve gehele getallen, dan is {\displaystyle G} oplosbaar.
Daaruit volgt dat elke niet-abelse eindige enkelvoudige groep een orde heeft die deelbaar is door drie verschillende priemgetallen.

## Geschiedenis
De stelling werd in 1905 bewezen door William Burnside, met behulp van de representatietheorie. De stelling veralgemeent een van de stellingen van Sylow, die het geval bespreekt waar {\displaystyle b} gelijk is aan 0. 
De stelling van Burnside is lang een van de meest bekende toepassingen geweest van de representatietheorie op de theorie van de eindige groepen, hoewel een bewijs dat het gebruik van groepskarakteristieken vermijdt rond 1970 door D. Goldschmidt werd gepubliceerd.

## Grote lijnen van Burnsides bewijs
1. Door gebruik te maken van wiskundige inductie, volstaat het te bewijzen dat de enkelvoudige groep {\displaystyle G}, waarvan de orde deze vorm heeft abels is, zodat het bewijs begint door aan te nemen dat {\displaystyle G} een enkelvoudige groep van orde {\displaystyle p^{a}q^{b}} is, en er naar streeft te bewijzen dat {\displaystyle G} abels is.
2. Door gebruik te maken van de stellingen van Sylow, heeft {\displaystyle G} of een niet-triviaal centrum, of heeft {\displaystyle G} een geconjugeerde klasse van grootte {\displaystyle p^{r}} voor een geheel getal {\displaystyle r\geq 1}. In het eerste geval moet {\displaystyle G} abels zijn, door de simpliciteit, daarom mag worden aangenomen dat er een element {\displaystyle x} van {\displaystyle G} is, zodat de geconjugeerde klasse van {\displaystyle x} grootte {\displaystyle p^{r}>1} heeft.
3. Toepassing van de kolomorthogonaliteitrelaties en eigenschappen van de algebraïsche gehele getallen leiden tot het bestaan van een niet-triviaal irreduceerbaar karakter {\displaystyle \chi } van {\displaystyle G}, zodat 
{\displaystyle |\chi (x)|=\chi (1)}.
4. De simpliciteit van {\displaystyle G} houdt in dat elke complexe irreduceerbare representatie met karakter {\displaystyle \chi } trouw is, en het volgt dat {\displaystyle x} in het centrum van {\displaystyle G} zit, dit in tegenstelling tot het feit dat de grootte van de geconjugeerde klasse groter is dan 1.